# Audouville-la-Hubert

Audouville-la-Hubert este o comună în departamentul Manche, Franța. În 1 ianuarie 2022 avea o populație de 76 de locuitori.